# Hubert Luthe
Hubert Luthe (* 22. Mai 1927 in Lindlar; † 4. Februar 2014 in Essen) war ein deutscher Theologe und römisch-katholischer Bischof von Essen.

## Leben
Hubert Luthe war das älteste von acht Kindern aus der Ehe von Hermann Luthe (von Beruf Drucker) und Amalie, geborene Hasert. Er besuchte von 1936 bis 1946 das Dreikönigsgymnasium in Köln. Während des Zweiten Weltkriegs war er von 1943 bis 1945 Flakhelfer und dann Kriegsgefangener in Dänemark. Nachdem er von 1946 bis 1953 das Studium der Katholischen Theologie und Philosophie in Bonn und München absolviert hatte, besuchte er das Priesterseminar des Erzbistums Köln in Bensberg. Am 2. Juli 1953 empfing er im Kölner Dom die Priesterweihe.
Bis 1955 war er als Kaplan an der Kirche St. Mariä Empfängnis in der Düsseldorfer Innenstadt tätig und kurzzeitig Religionslehrer in Köln, anschließend bis 1968 Erzbischöflicher Kaplan und Geheimsekretär des Erzbischofs von Köln, Joseph Kardinal Frings, den er zusammen mit dessen Peritus Joseph Ratzinger zu allen Sitzungen des Zweiten Vatikanischen Konzils begleitete. Mit Sondergenehmigung von Papst Johannes XXIII. durfte Luthe wegen der Erblindung von Kardinal Frings als einziger Kaplan an den Beratungen des Konzils teilnehmen.
Nachdem er zwischen 1957 und 1959 weitere theologische Studien in München betrieben hatte, wurde er im Februar 1964 in München mit einer Dissertationsschrift mit dem Thema Die Religionsphilosophie von Heinrich Scholz zum Dr. theol. promoviert. Seit dem 16. August 1968 war er Regens des Kölner Priesterseminares.
Papst Paul VI. ernannte ihn am 28. Oktober 1969 zum Titularbischof von Egabro und zum Weihbischof in Köln. Die Bischofsweihe empfing er am 14. Dezember 1969 durch Joseph Kardinal Höffner; Mitkonsekratoren waren Joseph Kardinal Frings und die Kölner Weihbischöfe Wilhelm Cleven und Augustinus Frotz. Sein Wahlspruch, den er auch im Ruhrbistum beibehielt, lautete Ut non evacuetur crux („Dass nicht das Kreuz abgetan werde“) und ist dem ersten Korintherbrief entnommen (1 Kor 1,17 ).
Nach der Bischofsweihe ernannte ihn Kardinal Höffner zum Bischofsvikar für Glaubensfragen, Ökumene und den Diözesanrat. Zugleich residierender Domherr in Köln, war er seit 1975 für den Pastoralbezirk Nord zuständig. Am 17. September 1987 wurde er nach dem Amtsverzicht von Erzbischof Kardinal Höffner zum Diözesanadministrator des Erzbistums Köln gewählt, was er bis zum 12. Februar 1989, der Amtseinführung von Erzbischof Joachim Kardinal Meisner,  blieb. 
1979 wurde er von Kardinal-Großmeister Maximilien Kardinal de Fürstenberg zum Großoffizier des Ritterordens vom Heiligen Grab zu Jerusalem ernannt und am 10. November 1979 durch Franz Kardinal Hengsbach, Großprior der deutschen Statthalterei, investiert. Bereits 1975 wurde er Ehren-Konventualkaplan des Malteserordens.
Am 18. Dezember 1991 ernannte ihn Papst Johannes Paul II. zum Nachfolger des im selben Jahre verstorbenen Kardinals Hengsbach als Bischof von Essen und bestätigte damit die Wahl des Essener Domkapitels. Am 2. Februar 1992 ergriff er Besitz von seiner neuen Wirkungsstätte. Er gehörte den Kommissionen für Glaubensfragen sowie Wissenschaft und Kultur der Deutschen Bischofskonferenz an. Er war über drei Jahrzehnte Beauftragter der Bischofskonferenz für das Cusanuswerk, eine kirchliche Stiftung für die Unterstützung von Studenten. 
Hubert Luthe nahm sein Wappen als Weihbischof mit nach Essen, doch lagen die gekreuzten Pfeile mit den Drei Kronen in Köln auf dem Kölner Kreuz als Herzschild auf.
Anlässlich seines 75. Geburtstags im Jahre 2002 nahm Papst Johannes Paul II. das nach dem Kirchenrecht übliche eingereichte Rücktrittsgesuch an. Der Altbischof lebte seither in Hattingen-Niederwenigern, bis er Anfang Dezember 2011 in die Fürstin-Franziska-Christine-Stiftung in Essen-Steele zog.
Sein Nachfolger auf der Essener Kathedra wurde 2003 nach über einjähriger Sedisvakanz der damalige Trierer Weihbischof Felix Genn. Auf Grundlage von Bischof Luthes 1997 in Kraft gesetzten Kooperationsplanes setzte dieser mit Blick auf gesunkene Katholikenzahlen, zurückgehende Kirchensteuer-Einnahmen und einem Rückgang des pastoralen Personals einen umfassenden Umstrukturierungsprozess im Bistum Essen um.
Luthe wurde am 8. Februar 2014 nach einem vom Kölner Erzbischof Joachim Kardinal Meisner zelebrierten Requiem in der Adveniat-Krypta des Essener Doms neben der Gruft seines Amtsvorgängers beigesetzt.

## Schriften
- Die Religionsphilosophie von Heinrich Scholz, 1961
- Was ist aus dem Konzil geworden?, 1972
- Frömmigkeit und Menschlichkeit, 1973
- Ehe vor dem Horizont des Glaubens, 1977
- Heimat beim Herrn, 1979
- Christusbegegnungen in den Sakramenten, 1987
- Der mit mir geht. Gebete in Krankheit., 1997
- Berufen?! Eine Ermutigung, freudig auf Gottes Ruf zu hören, 1997, zusammen mit Hans Valks
- Kooperationseinheiten der Pfarrgemeinden. Grundlage für die Pastoralplanung in den Gemeinden im Bistum Essen, 1997
- Selig bist du! Sechs starke Frauen zur Bergpredigt, 2002, zusammen mit Máire Hickey OSB